# Flossie Wong-Staal
Flossie Wong-Staal (Guangzhou, 27 de agosto de 1946 – La Jolla, 8 de julho de 2020), née Wong Yee Ching (em chinês: 黄以静; Pinyin; Huáng Yǐjìng) , foi uma  virologista e bióloga molecular de origem chinesa e norte-americana. Ela foi a primeira cientista a clonar o HIV e a determinar a função de seus genes, fato este que foi um grande passo para a prova que o HIV é o vírus causador da AIDS. De 1999 a 2002, ela ocupou a cadeira Florence Riford, referente à pesquisa de AIDS na Universidade da Califórnia em San Diego ( UCSD). Flossie se tornou diretora científica da Immusol, que era, antigamente, a renomada ITherX Pharmaceuticals, em 2007, quando esta estava se transformando em uma companhia de desenvolvimento de remédios focados em hepatite C. Desse modo, nessa empresa, Flossie permaneceu como diretora científica. 

## Início da vida
Wong-Staal nasceu como Wong Yee Ching em Guangzhou, na China em 27 de agosto de 1946. Em 1952, sua família estava entre os vários cidadãos chineses que fugiram para Hong Kong, após a Revolução Comunista em 1940. Durante seu tempo em Hong Kong, Wong frequentou a escola secundária Marymount, onde ela se sobressaía nas ciências. Mesmo que nenhuma mulher em sua família houvesse trabalhado com ciência ou fora de casa,  seus pais apoiaram suas atividades acadêmicas. Durante o seu tempo na escola, vários professores a encorajaram a continuar seus estudos nos Estados Unidos. Junto a isso, eles sugeriram que ela modificasse seu nome para um em inglês. Assim, seu pai escolheu o nome Flossie após uma massiva tempestade que havia assolado a área naquela época. 

## Educação
Quando Flossie completou 18 anos, ela deixou Hong Kong, a fim de frequentar a Universidade da Califórnia, em Los Angeles, na qual ela poderia obter o bacharelado em Biologia. Ela ganho o título de cum lade (frase em latim usada, especialmente, nos Estados Unidos, para indicar o nível de distinção acadêmica, concedida a um indivíduo que cursa um grau acadêmico) em apenas 3 anos. Assim que ela se formou em bacharelado, Flossie partiu em busca de seu título de Ph.D em biologia molecular pela UClA em 1972. Ela fez seu trabalho de pós-doutorado na Universidade da Califórnia, em San Diego, onde ela continuou sua pesquisa. 

## Clonagem do HIV
Em 1972, seguindo o curso do  seu Ph.D, Wong-Staal empreendeu uma pesquisa de pós-doutorado na Universidade da Califórnia, em San Diego. O seu trabalho de pós-doutorado continuou até 1973, quando ela se mudou para Bethesda, em Maryland, para trabalhar para Robert Gallo no Instituto Nacional do Câncer (NCI). No instituto, Wong-Staal iniciou sua pesquisa em retroviroses. Em 1983, Wong-Staal, Gallo e seu time de cientistas do NCI identificaram o HIV como a causa da AIDS, simultaneamente, a Luc Montagnier. Dois anos depois, Wong-Staal se tornou a primeira pesquisadora a clonar o HIV. Ela também completou o mapeamento genético do vírus, o que tornou possível o desenvolvimento de testes de HIV. 

## Pesquisa
Em 1990, Wong-Staal se mudou do NCI para a UCSD. Assim, Flossie continuou sua pesquisa sobre HIV e AIDS na Universidade da Califórnia, em San Diego. A pesquisa da cientista era focada em terapia genética, utilizando um ribossomo, com função de cortar outras moléculas, para reprimir o HIV em células-tronco. O protocolo que ela desenvolveu foi o segundo a ser financiado pelo governo dos Estados Unidos. Em 1990, o time de pesquisadores comandados por Flossie estudaram os efeitos que a proteína Tat, dentro da cepa viral do HIV-1, teriam no crescimento de células com lesões Sarcoma de Kaposi, as últimas, comumente, presentes em pacientes aidéticos. O time de pesquisadores realizaram testes em várias células que carregavam a proteína Tat e observaram a taxa de proliferação celular em células infectadas pelo HIV-1 e o controle, uma cultura de células saudáveis humanas endoteliais. A pesquisadora utilizou um tipo de análise celular , conhecida como radioimunoprecipitação, para detectar a presença de lesões Sarcoma de Kaposi em células com quantidades variáveis de proteína Tat. Os resultados do teste mostraram que a quantidade de proteína Tat - dentro de uma célula infectada por HIV-1 - é, diretamente, relacionada com a quantidade de lesões Sarcoma de Kaposi que o paciente possui. Essa descoberta foi fundamental para o desenvolvimento de novos tratamentos para pacientes aidéticos que sofrem com essas lesões perigosas.

## Conquistas
Em 1994, ela foi nomeada presidente do novo Centro de pesquisa da AIDS da UCSD. Nesse mesmo ano, Wong-Staal foi eleita para o Instituto de Medicina da Acadêmia Nacional dos EUA. Em 2002, Flossie se aposentou na UCSD e, agora, possui o título de Professora Emérita. Com isso, ela se juntou a Immusol, uma companhia biofarmacêutica, da qual ela foi co-fundadora, enquanto ela estava na UCSD, como diretora científica. Reconhecendo a necessidade de aprimoramento de remédios para hepatite C (HCV), ela modificou o foco da Immusol para o desenvolvimento de terapias para hepatite C,renomeando a empresa como ITherX Pharmaceuticals, a fim de exprimir essa ideia. 
Nesse mesmo ano, a Discover nomeou Wong-Staal como uma das 50 mulheres cientistas mais extraordinárias. Além disso, Flossie permaneceu como uma professora pesquisadora de medicina em UCSD. Em 2007, "The Daily Telegraph" anunciou a Dra. Wong-Staal como a 32º de uma lista de Top 100 gênios vivos.Por sua contribuição para a ciência, o Instituto de informação científica nomeou Wong-Staal como a principal mulher cientista dos anos 80.

## Morte
Morreu no dia 8 de julho de 2020 em La Jolla, aos 73 anos, de pneumonia.